# Greta Backman-Dahlgren
Greta Alexandra Backman-Dahlgren, född Backman den 29 oktober 1909 i Norrveckoski i Borgå landskommun i Finland, död den 25 juli 1981 i Helsingfors, var en finländsk folkskollärare och författare. Hon skrev på svenska.
Greta Backman-Dahlgrens föräldrar var jordbrukaren Carl Johan Backman (1866–1951) och Fanny Maria Gustafsdotter (1874–1943). Hon avlade högre folkskollärarexamen 1931 och studerade vid Helsingfors universitet 1936–1937.
Hon var gift med läkaren John Alvin Dahlgren (1909–1971).